# Ham House
Ham House est une maison historique avec des jardins à la française, située en retrait de 200 mètres de la Tamise à Ham, au sud de Richmond à Londres. Le National Trust le décrit « unique en Europe comme étant le survivant le plus complet de la mode et du pouvoir du XVIIe siècle». La maison elle-même est désignée sur la liste du patrimoine national de l'Angleterre comme un bâtiment classé Grade I. Son parc et ses jardins à la française, couvrant quelque 8 hectares, sont classés au grade II * par Historic England dans le registre des parcs et jardins historiques. 

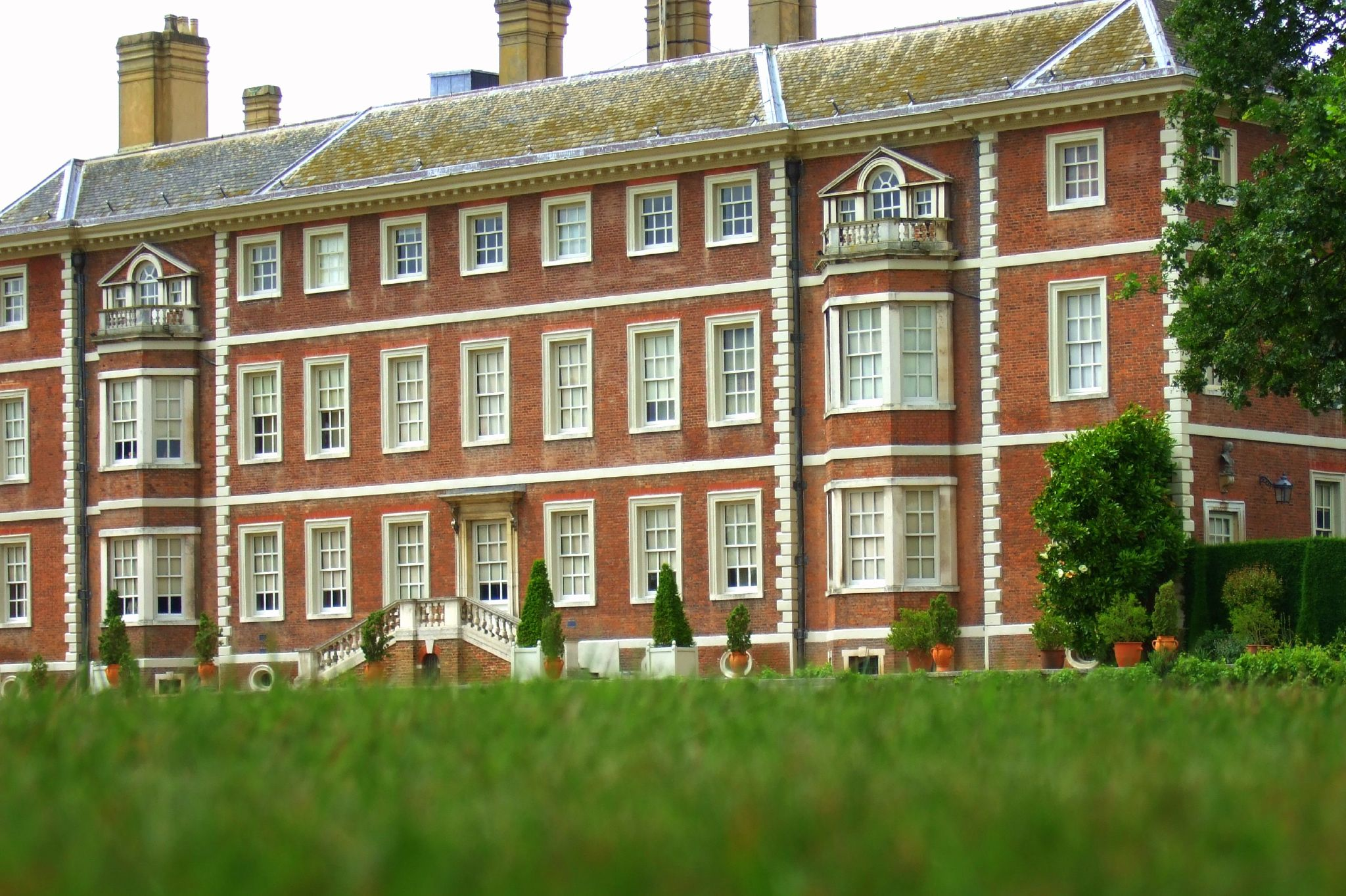
Face sud de Ham House montrant l'extension "H".

## National Trust
En 1943, le dernier propriétaire privé, Sir Lyonell Tollemache, a invité le premier secrétaire des bâtiments historiques du National Trust, James Lees-Milne, à visiter la maison. Lees-Milne a constaté à la fois l'état mélancolique de la maison et du terrain mais, même s'il était dépourvu de contenu, il pouvait immédiatement voir la splendeur du bâtiment et du terrain sous-jacents. En 1948, Sir Lyonell et son fils ont fait don de la maison et de ses terrains au Trust. Les écuries et autres bâtiments périphériques ont été vendus à titre privé et une grande partie du domaine restant a été vendue aux enchères en 1949 . 
Le National Trust a d'abord transféré la propriété de Ham House à l'État sur un bail de longue durée au ministère des Travaux publics. Le contenu de la maison a été acheté par le gouvernement qui l'a confié au Victoria and Albert Museum. En 1950, la maison était ouverte au public et une série de travaux de recherche et de restauration ont été entrepris depuis, restaurant et reproduisant une grande partie de l'ancienne splendeur de la maison. Le gouvernement a renoncé à son bail en 1990 et l'indemnisation a servi à constituer un fonds pour contribuer à l'entretien .

## Jardin et parc

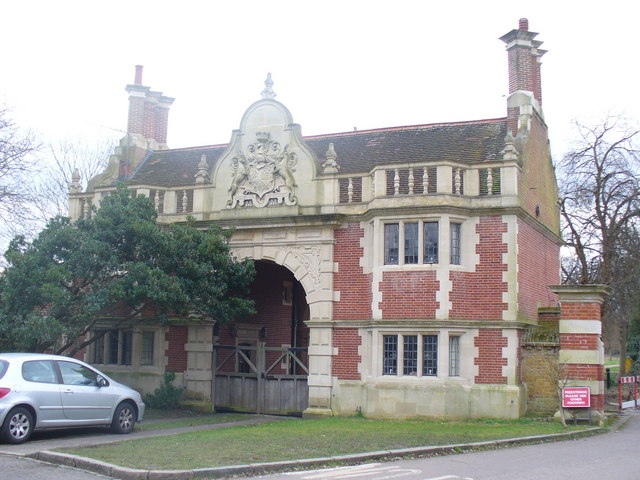
Petersham Road Lodge, la principale porte d'entrée à l'approche de Ham House depuis l'A307

Les avenues officiellement classées menant à la maison depuis l'A307 sont formées par plus de 250 arbres s'étendant à l'est de la maison jusqu'à la maison à la porte voûtée de Petersham Road Lodge, et au sud à travers l'étendue ouverte de Ham Common où elle est flanquée d'une paire de plus modestes maisons de porte. Une troisième avenue à l'ouest de la maison n'existe plus, tandis que la vue vers et depuis la Tamise complète les principales approches de la maison. 
La maison a peu changé en 300 ans, et il en va de même pour ses jardins à la française, qui comportent la plus ancienne orangerie de Grande-Bretagne, une glacière et une laiterie. Le National Trust a un salon de thé pour les visiteurs. 
La terrasse de thé est réputée pour avoir le plus vieux buisson d'épines du Christ dans le pays. Les noyers et les châtaigniers dans la cour extérieure servent de gîtes et de sites de nidification pour une grande colonie de perruches vertes. 

## Au cinéma et à la télévision
Ham House offre un emplacement populaire pour les productions cinématographiques et télévisées, à l'intérieur comme à l'extérieur. L'extérieur a été utilisé comme palais de Kensington dans The Young Victoria de 2009 et comme pensionnat de Hailsham dans le film de 2010 Never Let Me Go, qui mettait en vedette Carey Mulligan, Andrew Garfield et Keira Knightley  . L'intérieur de Ham a également fourni un emplacement pratique pour les chambres de Vronsky pour le film de 2012 de Joe Wright Anna Karénine  et la version Disney de l'aventure martienne de Burroughs, John Carter . La maison a également figuré dans des documentaires télévisés et radiophoniques ,. La série humoristique Steptoe and Son de la BBC présentait des plans extérieurs hivernaux dans l'épisode Homes Fit For Heroes (1964).